# ヒカリノアトリエ
『ヒカリノアトリエ』は、日本のバンド・Mr.Childrenの36枚目のシングル。2017年1月11日にトイズファクトリーより発売された。

## 背景
2016年4月15日から6月4日、および9月21日から11月21日まで、Mr.Childrenは28会場28公演に渡るホールツアー『Mr.Children Hall Tour 2016 虹』を開催。本ツアーは田原健一の提案によるもので、バンドにとっては『mr.children '94 tour innocent world』以来22年ぶりのホールツアーとなった。これまでMr.Childrenとして公演が行なわれていなかった県でのライブも多く開催され、5月26日に開催された茨城県立県民文化センター公演をもって「47都道府県制覇」を達成した。本ツアーの模様は、ライブ・ドキュメンタリー作品『Mr.Children、ヒカリノアトリエで虹の絵を描く』に一部収録されている。
本ツアーでは、サポートメンバーとしてSUNNY（キーボード・コーラス）、山本拓夫（サクソフォーン・フルート）、icchie（トランペット・トロンボーン）、チャラン・ポ・ランタンの小春（アコーディオン）が参加。コンピューターとの同期演奏ではなく、全曲生演奏によってパフォーマンスが行なわれた。桜井和寿は「今回はMr.Children+4人のサポートメンバーでホールを回ってるっていうよりも、ちゃんとバンド名をつけてバンドという見せ方をしたい」と考え、この8人体制のバンド名を「ヒカリノアトリエ」（正式名称は「Mr.Children、ヒカリノアトリエで虹の絵を描く」）と名付けた。バンド名の由来については、ただのミュージシャンの集まりではなくアート集団のようなイメージがあったため、と桜井は語っている。表題曲「ヒカリノアトリエ」のタイトルは、このバンド名を元に田原が提案したものである。
一方、表題曲「ヒカリノアトリエ」のデモ音源は2015年末には存在しており、現在とは異なりロック色の強いアレンジだったという。ただ、そのデモの段階から歌詞の中に「虹」という言葉が入っており、そこから田原が本ツアーのタイトルを命名している。ツアー中に連続テレビ小説の主題歌のオファーが届き、桜井はこの楽曲をアコースティックにアレンジしてバンド・ヒカリノアトリエのメンバーで演奏するのが最もドラマに合うと考え、実際にレコーディングに臨んだ。

## 制作
先述のとおり、表題曲「ヒカリノアトリエ」のレコーディングはバンド・ヒカリノアトリエのメンバーによって行なわれた。レコーディングは、全演奏家がスタジオで一斉に演奏したものを録音する形態、通称「一発録り」が採用された。ただし、一部の楽器は後から追加でダビングされているほか、ボーカルレコーディングは別日に実施されている。また、本楽曲では田原健一はギタレレを使用している。
本楽曲の制作過程およびレコーディングの模様は、ライブ・ドキュメンタリー作品『Mr.Children、ヒカリノアトリエで虹の絵を描く』に収録されている。

## 音楽性
表題曲「ヒカリノアトリエ」について、桜井和寿は「誰かが寂しかったり迷ったり傷ついたりしてる時に、ポケットの中に入れて持ち歩けるような……手のひらサイズの希望の歌にしたいと思って作った曲です」と紹介している。主題歌となっている連続テレビ小説『べっぴんさん』が戦時中および戦後を舞台としていることから、マーチのように一歩ずつ前に行進してゆくようなサウンドをイメージしたといい、桜井は「あまり刺激的ではなくて、オーガニックであたたかい歌にしたかった」とも述べている。歌詞に関しては、平成28年熊本地震の発生によりホールツアー『Mr.Children Hall Tour 2016 虹』の宮崎市民文化ホール公演および佐賀市文化会館公演に来場出来なくなった人に向けて次のようなコメントを発表しており、それがそのまま歌詞になっているとも桜井は発言している。
| 「                                                                              | 止まない雨はないです。 雨の後に虹が出ることもあります。出ないかもしれない。 でも空に架かった虹を見逃さないために、出来るなら下を向かず、前を向いて、空を見上げていてください。 | 」 |
| —Mr.Children（2016.4.22「宮崎・佐賀の公演に来れなくなってしまった人達へ」より） | |    |

本作のカップリング曲としては、Studio Liveと題して既存曲をバンド・ヒカリノアトリエで再レコーディングした音源と、『Mr.Children Hall Tour 2016 虹』のライブ音源が収録されている。この理由について桜井は「ホールツアーって観に来られた人が本当に少ないから、もっと多くの人に今の僕らが鳴らしている感じを聴いて欲しかった」と語っている。さらに、シングルとしては30thシングル『フェイク』以来となるシークレットトラックが収録されている。

## リリース
通常盤のみの1形態で発売。紙ジャケット仕様となっている。シングルとしては、前作『足音 〜Be Strong』以来約2年2か月ぶりのリリースとなる。表題曲「ヒカリノアトリエ」がNHKのタイアップであることから、本作の発売日を1月11日にしたという。
同年1月20日、表題曲「ヒカリノアトリエ」のダウンロード配信がスタート。翌年の5月10日にはMr.Childrenの全シングル・アルバムのダウンロード・サブスクリプション配信が解禁されたことに伴い、「ヒカリノアトリエ」のサブスクリプション配信およびカップリング曲のダウンロード・サブスクリプション配信が開始された。ただし、シークレットトラックに関しては配信されていない。

## プロモーション
本作発売前日、Mr.Childrenのメジャー・デビュー25周年の新聞広告が掲載され、合わせてドーム・スタジアムツアー『Mr.Children DOME & STADIUM TOUR 2017 Thanksgiving 25』の開催が発表された。本作もメモリアル・イヤーに向けた第1弾発表と銘打たれており、CD裏には「25TH ANNIVERSARY」と刻印されている。
また、本作発売翌週の1月18日には、バンド・ヒカリノアトリエのメンバーである小春が所属するユニット、チャラン・ポ・ランタンのアルバム『トリトメナシ』が発売。収録曲「かなしみ」の編曲および演奏をバンド・ヒカリノアトリエが担当している。他アーティストの楽曲をMr.Children全員で演奏しレコーディングするのはこれが初となった。
本作発売時にはテレビ出演はなかったものの、本シングルが収録されたベスト・アルバム『Mr.Children 2015-2021 & NOW』発売のタイミングで初披露された（後述）。

## アートワーク
本作のアートディレクターは森本千絵が担当。ジャケットは越後湯沢で撮影され、ジャケットについて森本は「大切なものを胸にしっかり持って冒険に出る少年が、誰かのために虹を描いていくという、出発の絵です」とコメントしている。
また、本作発売前日に掲載された25周年の新聞広告のビジュアルも森本が手掛けている。森本はこれらのアートワークに繋がりを持たせたいと考え、本作のジャケットを「小さな船」、新聞広告のビジュアルを「大きな船」のイメージにしたという。

## ツアー
2017年3月4日から4月20日まで、13会場14公演に渡るホールツアー『Mr.Children Hall Tour 2017 ヒカリノアトリエ』を開催。前年に続くホールツアー開催となり、前年同様バンド・ヒカリノアトリエにより演奏、パフォーマンスが行なわれた。また、『Mr.Children Hall Tour 2016 虹』に引き続き丹下紘希が本ツアーのクリエイティブ・ディレクターを務めた。
このツアーの模様は、ライブ・ドキュメンタリー作品『Mr.Children、ヒカリノアトリエで虹の絵を描く』に一部収録されているほか、三重県文化会館大ホール公演のライブ音源が37thシングル『himawari』のカップリング曲として3曲収録。また、同シングルの初回限定盤付属DVDには名古屋センチュリーホール公演でのみ披露された「君がいた夏」のライブ映像が収録されている。

## 批評
ロッキング・オンの高橋智樹は、表題曲「ヒカリノアトリエ」について、全編を通して朗らかな多幸感に満ちた音像であるとしながらも「その根底に流れているのは『リラックス』とか『自然体』といった呑気な空気感ではまるでない。僕らはいかにして悔いなく『今』を生きていくべきか、悲しみのその先へ進んでいくべきか、という真摯な問いかけと切実な祈りそのものだ」と評価した。
また、同じくロッキング・オンの杉浦美恵は、新たにライブ・レコーディングされた音源も収録されていることに関して、「完全に生音だけのオーガニックなサウンドは、よりくっきりと、そこに綴られた希望を浮かび上がらせる。ミスチルが、この時代だからこそ求めた音なのだと思う」と述べている。

## チャート成績
初週で約10.0万枚を売り上げ、2017年1月23日付のオリコン週間シングルチャートで初登場1位を獲得。シングル1位は34thシングル『祈り 〜涙の軌道/End of the day/pieces』以来2作ぶりで、シングル1位獲得数はアーティスト歴代8位の通算31作目となった。

## 収録曲
| 全作詞・作曲: 桜井和寿、全編曲: ヒカリノアトリエ。 |                                                      |          |            |       |
| #                                                  | タイトル                                             | 作詞     | 作曲・編曲 | 時間  |
| 1.                                                 | 「ヒカリノアトリエ」                                 | 桜井和寿 | 桜井和寿   | 4:37  |
| 2.                                                 | 「つよがり (Studio Live)」                           | 桜井和寿 | 桜井和寿   | 5:11  |
| 3.                                                 | 「くるみ (Studio Live)」                             | 桜井和寿 | 桜井和寿   | 5:51  |
| 4.                                                 | 「CANDY (Studio Live)」                              | 桜井和寿 | 桜井和寿   | 4:43  |
| 5.                                                 | 「ランニングハイ（虹 Tour 2016.11.7 FUKUI）」        | 桜井和寿 | 桜井和寿   | 5:35  |
| 6.                                                 | 「PADDLE（虹 Tour 2016.10.14 KUMAMOTO）」            | 桜井和寿 | 桜井和寿   | 4:55  |
| 7.                                                 | 「I LOVE CD shops!」(シークレットトラック)           | 桜井和寿 | 桜井和寿   | 0:25  |
| 8.                                                 | 「Over（弾き+語り2 Version）」(シークレットトラック) | 桜井和寿 | 桜井和寿   | 14:47 |
| 合計時間:                                          | 合計時間:                                            | 46:04    |            |       |

## 楽曲解説
1. ヒカリノアトリエ
  - NHK連続テレビ小説『べっぴんさん』主題歌。ドラマのために書き下ろされた楽曲で、桜井和寿は「『べっぴんさん』との出会いが、僕らにまっすぐな希望の歌を与えてくれました。ひたむきな物語にそっと寄り添えるような曲でありたいと、強く願っています」とコメントしている。また、ドラマプロデューサーの堀之内礼二郎は「『このドラマを最高の「べっぴん」にする』。その大きな使命を果たすために、誰に主題歌をお願いしたらいいだろうと考えた時、真っ先に頭に浮かんだのがMr.Childrenの皆さんでした」「この歌の光が日本中の朝を照らす日が心待ちでなりません」とコメント寄せている[47]。発売日と同様に、桜井はNHKのタイアップであることから本楽曲のBPMを111にしたという[26]。
  - ミュージック・ビデオが制作されており、Mr.Childrenの公式YouTubeチャンネルで公開されているほか、ライブ・ドキュメンタリー作品『Mr.Children、ヒカリノアトリエで虹の絵を描く』およびライブ・ビデオ『Mr.Children DOME & STADIUM TOUR 2017 Thanksgiving 25』に収録されている。クリエイティブ・ディレクターは森本千絵が、監督は牧野惇が務めた。本作のジャケットに登場する少年の「勇気 (courage) の冒険ストーリー」がテーマで、布で構築された世界観の中を少年が冒険するという内容の人形劇となっている[48]。また、牧野は本ミュージック・ビデオで、CJ ENMが主催する音楽授賞式「2017 Mnet Asian Music Awards」のProfessional Categoriesにて『Best Video Director of the year』を受賞した[49]ほか、翌年には第61回ニューヨークフェスティバルのミュージック・ビデオ部門で金賞 (World Gold Medal) を受賞した[50]。
  - ホールツアー『Mr.Children Hall Tour 2016 虹』秋公演でライブ初披露された[51]。
  - 直近のオリジナルアルバムである『重力と呼吸』には、アルバムの方向性にそぐわないという理由で未収録となった[52]。本作発売から5年後の2022年にリリースされたベスト・アルバム『Mr.Children 2015-2021 & NOW』にリマスタリングした上で収録され、これがアルバム初収録となった。シングル曲でアルバム初収録がベスト・アルバムとなったのは本楽曲と「永遠」のみである。
2. つよがり (Studio Live)
  - 9thアルバム『Q』収録曲。
3. くるみ (Studio Live)
  - 25thシングル。
  - 再レコーディングしてシングルのカップリングとして収録されるのは、29thシングル『しるし』に収録された「くるみ -for the Film- 幸福な食卓」以来2度目となる。
4. CANDY (Studio Live)
  - 12thアルバム『I ♥ U』収録曲。
5. ランニングハイ（虹 Tour 2016.11.7 FUKUI）
  - 27thシングル『四次元 Four Dimensions』収録曲。
  - 2016年11月7日の福井フェニックスプラザ公演での音源。
6. PADDLE（虹 Tour 2016.10.14 KUMAMOTO）
  - 11thアルバム『シフクノオト』収録曲。
  - 2016年10月14日の熊本県立劇場演劇ホール公演での音源。
7. I LOVE CD shops![53]
  - シークレットトラック。約25秒間の無音トラック[53]。
  - タイトルの由来である『I ♥ CD shops!』とは、桜井がライブで訪れた街のCDショップを訪問するというプロジェクトである。訪れた店には「I ♥ CD shops!」ステッカーが配布され、その店でCDを購入すると、そのステッカーがプレゼントされる。ステッカーのデザインは丹下紘希が手掛けた。桜井はライブで訪れた各地のCDショップを見てデビュー当時を思い出し、「これだけ配信の時代になって、お客さんがCDをなかなか手に取らなくなった現在、なおも音楽に対する愛情を持ち続けながらCDショップを営んでいる方へのリスペクトと親愛の気持ち」からこのプロジェクトを立ち上げたと説明。桜井は「恩返しというのはちょっとおこがましいですが、CDショップの方々と一緒になって、『CDを手に取る喜び』『お店に足を運ぶワクワク感』を、改めて感じてもらえるようなプロジェクトになるといいなぁと思っています」とコメントしている[54]。
8. Over（弾き+語り2 Version）[55]
  - 4thアルバム『Atomic Heart』収録曲。
  - シークレットトラック[55]。『Mr.Children Hall Tour 2016 虹』のライブ音源で、桜井による弾き語りとなっている。キーを半音下げて演奏されている。
  - 1番と2番の間で一旦演奏を止めMCに入り、本楽曲の制作秘話などを語っている[56]。このような演奏形態を採った理由として、桜井は観客を退屈させないための「苦肉の策」だったと発言している[55]。この語りの部分が長いため、タイトルが「弾き」と「語り語り」になっているとのこと[53]。
  - 曲中でギルバート・オサリバンの楽曲「アローン・アゲイン（ナチュラリー）」の一節を歌唱している。

## 参加ミュージシャン
- ヒカリノアトリエ
  - 桜井和寿：Vocal & Guitar
  - 田原健一：Guitar
  - 中川敬輔：Bass
  - 鈴木英哉：Drums
  - SUNNY：Keyboards & Back Vocal
  - 山本拓夫：Saxophone & Flute
  - icchie：Trumpet
  - 小春（チャラン・ポ・ランタン）：Accordion

## テレビ出演
| 番組名 | 日付          | 放送局  | 演奏曲           |
| ------ | ------------- | ------- | ---------------- |
| SONGS  | 2022年5月12日 | NHK総合 | ヒカリノアトリエ |
| SONGS  | 2022年5月12日 | NHK総合 | 永遠             |
| SONGS  | 2022年5月12日 | NHK総合 | 生きろ           |

## ライブ映像作品
| 曲名             | 作品名                                               |
| ---------------- | ---------------------------------------------------- |
| ヒカリノアトリエ | Mr.Children、ヒカリノアトリエで虹の絵を描く          |
| ヒカリノアトリエ | Mr.Children DOME & STADIUM TOUR 2017 Thanksgiving 25 |

## 収録アルバム
- 『NHK連続テレビ小説 べっぴんさん オリジナル・サウンドトラック Vol.2』 (#1) - 世武裕子編曲による「ヒカリノアトリエ Instrumental ver.」として収録。
- 『Mr.Children 2015-2021 & NOW』 (#1)